# João Urban
João Urban (Curitiba, 1943), é um fotógrafo brasileiro.
Pratica a profissão desde jovem. Mais tarde, entre a militância política nos anos 60 em Curitiba, o ingresso na fotografia publicitária como profissão e a formação de uma cultura fotográfica, foi se tornando um fotógrafo com técnica aprimorada e olhar sensível para questões sociais.

## Biografia
Seu primeiro livro Boias-frias: Tagelöhner im Süden Brasiliens foi publicado em 1984, em alemão e posteriormente em português como Bóias-frias: vista parcial (1988), ambos com textos de Teresa Urban Furtado. Na sequência publicou Tropeiros em 1992, Aparecidas com Suzana Barreto em 2002, Tu i Tam com Teresa Urban em 2004 e Mar e Mata em 2009, entre outros. Suas fotografias fazem parte de acervos como os do Museu Francês da Fotografia em Lièg, do Kunsthaus em Zurich, do MASP (Coleção Pirelli), do MAM (Coleção J. P. Morgan), do Museu da Fotografia da Cidade de Curitiba, do Instituto Brasileiro de Arte e Cultura e do Memória da Imigração Polonesa Romão Wachowicz, em Araucária, Paraná. Participou da XIV Bienal Internacional de São Paulo, em 1977, da XV Bienal de São Paulo, em 1979, da 5ª Bienal de la Habana, Cuba, em 1994 e da China Pingyao Internacional Photography Festival, China, em 2013. Entre 2006 e 2007 sua obra foi apresentada na exposição Demarcação Temporal – João Urban 40 anos de fotografia no Museu Oscar Niemeyer, em Curitiba. Em 2013 a exposição Aproximações, descendentes de imigrantes ucranianos e poloneses nas fronteiras agrícolas do Paraná circulou por por várias cidades do Paraná, com inauguração simultânea em Lviv - Ucrânia, Poznan - Polônia e São José dos Pinhais, Paraná. Em 2019, Aproximações ganhou uma nova edição no Museu Paranaense em Curitiba. Recebeu a Bolsa Vitae de Artes.

## Premiações e Bolsas
- 1978: Prêmio Banco do Brasil, 35º Salão Paranaense de Artes Plásticas, Sala de Exposições do Teatro Guaíra, Curitiba PR, 1978[2]
- 1978:	Prêmio Bienal de São Paulo, XIV Bienal de São Paulo [Evento 14 Bienal de São Paulo , 1978, pelo trabalho Equipe Bóias-Frias com Margaret Lisette Born, Renato Ladislau Mazânek, Jamil Snege e João Urban.[3]
- 1999: 1999 – Prêmio Ensaio Banco J. P. Morgan – São Paulo,[4]
- 2000: Bolsa Vitae de Artes, 2000
- 2012: XII Prêmio Funarte Marc Ferrez, da Fundação Nacional de Artes (Funarte)
- 2017: VIII Prêmio Diário Contemporâneo de Fotografia, Belém,

## Fotografias em Acervos
- Museu da Fotografia da Cidade de Curitiba p75
- Museu de Arte Moderna de São Paulo[5]
- Museu de Arte de São Paulo (Coleção Pirelli), (Roberto e família 1999) p.??- 77 (Poder Provisório MAM) [6]
- Fundação Suíça para a Fotografia, Zurich[7]
- Museu da Casa Brasileira , São Paulo, São Paulo.[8]
- Museu de Arte Contemporânea, Curitiba, Paraná[9]
- Musée Français de la Photographie, Bievres
- Coleção particular de Joaquim Paiva[10]
- Coleção particular de Lily Sverner;
- Museu da Imagem e do Som do Paraná.[11]
- Museu de Arte Moderna do Rio de Janeiro[12]
- Museu Oscar Niemeyer, Curitiba[13]

## Exposições Individuais
- 1977: Bóias-Frias, vista parcial, Federação dos Trabalhadores na Agricultura do Estado do Paraná, Curitiba, Paraná
- 1979 – 1996: Bóias-Frias - Vista Parcial
  - 1979 – 15ª Bienal Internacional de São Paulo, São Paulo, São Paulo
  - 1990 – Galeria do Instituto Goethe, Curitiba, Paraná
  - 1990 – Palácio da Abolição, Fortaleza, Ceará
  - 1991 – Teatro São Pedro, Porto Alegre, Rio Grande do Sul
  - 1996 – Biblioteca Pública do Paraná – Bienal Internacional da Fotografia, Cidade de Curitiba da Fotografia, Curitiba, Paraná
  - 2002 – João Urban – Destaques – Museu da Fotografia da Cidade de Curitiba, Curitiba, Paraná
- 1983: Pinho e Polacos, SESC Campinas, São Paulo
- 1987: Madeira – Árvores, Ferramentas e Objetos, Sesc Pompéia SP, 1987 (Organizada por Rosely Nakagawa Matuck e Rubens Matuck)
- 1993: Paisagens Urbanas, Sede da Fundação Cultural de Curitiba, Curitiba, Paraná
- 1993 – 1996 – Sonhos e Fantasias
  - 1993 – Galeria Solar do Rosário, Curitiba, Paraná
  - 1996 – Galeria de Fotografia da Escola de Belas Artes, da Universidade Federal Fluminense, Niterói, Rio de Janeiro
- 1997 – 2017 – Tu i Tam
  - 1997 – Museu da Imagem e do Som, Curitiba
  - 1997 – Galeria do Centro de Convivência, Campinas, São Paulo
- 2003 – Aparecidas – João Urban e Suzana Barretto, Espaço Cultural dos Correios, Rio de Janeiro, Rio de Janeiro
  - 2004 – Museu Oscar Niemeyer, Curitiba (Lançamento do Livro Tu i Tam)
- 2005: Déjà Vu – exteriores, Casa do Barão (Atualmente Centro Cultural Solar do Barão), Curitiba, Paraná[14]
  - 2009 – Rosa dos Ventos – Embaixada Brasileira em Assunción
  - 2009 – Maison de la Photographie, Lille, 2009[15][16]
  - 2010 – Uncertain Brazil – China Pingyao International Photography Festival
  - 2016 – Hotel Lloyd, Amsterdam
  - 2017 – Festival Ars Cameralis, Katovice, Polônia
- 2013 – 2019: Aproximações: Ucranianos e Poloneses nas fronteiras agrícolas do Paraná
  - 2013 – Irati, PR (Unioeste agosto),
  - 2013 – Prudentópolis, PR (Casa da Cultura, Setembro e outubro),
  - 2013 – Mallet PR (Assembleia Municipal e Centro Cultural Miguel Bakun, Dezembro).
  - 2016 – Inauguração simultânea[17]
    - Casa da Cultura Polonesa Pe. Karol Dworaczek, Colônia Murici, São josé dos Pinhais, PR, p 11-13[18]
    - Ucrânia (Lviv – Leópolis ou Lemberga)[19]
    - Polônia (Poznań – Posnânia) -

  - 2019 – Museu Paranaense. Curitiba.[20][21][22]
- 2019: Província, Cárcere, Lar, Exposição fotográfica na Flibi, Festa literaria da Biblioteca Pública do Paraná, Curitiba
- 2020: Fotografias de João Urban em Pernanbuco. Arte Plural Galeria, Recife, Pernanbuco.[23][24]
- 2024: Entre o som do mar e da mata. Opera de Arame, Vale da Música, Curitiba, PR.[25][26][27][28]

## Retrospectivas
- 2006 – João Urban: Demarcação Temporal, 40 anos de fotografia, Museu Oscar Niemeyer, Curitiba 2006, Curadoria Jussara Salazar[29][30]

## Curadoria
- 2024 – Lina Faria – Passando a Limpo. Museu da Imagem e do Som do Paraná (MIS-PR). De Dezembro de 2023 a março de 2024.[31]

## Participações em Bienais
- 1977 – 14ª Bienal de São Paulo, com Trabalho Luva – Mão – Ferramenta  (1977, p. 32).[32]
- 1979 – 15ª Bienal Internacional de São Paulo, 1979
- 1994 – 5ª Bienal de la Habana: Arte, Sociedad, Reflexión, 1994[33][34]

## Exposições Coletivas
- 1973 – XXX Salão Paranaense, Curitiba, Paraná[35]
- 1978 – Primera Muestra de la Fotografia Latinoamericana Contemporánea, Cidade do México[36]
- 1980 – I Trienal de Fotografia do Museu de Arte Moderna de São Paulo[37][38]
- 1980 – Documentando Raízes, Galeria de Fotografia da Funarte, com fotógrafo Zallis[39]
- 1983 – 1ª Fotosul 83: Presença do Imigrante na Região Sul, Escritório Regional da Funarte, Curitiba
- 1983 – Le Brésil des brésiliens, Centre Georges Pompidou, Paris, França[40]
- 1985 – I Quadrienal de Fotografia, Museu de Arte Moderna de São Paulo, São Paulo
- 1989 – Brasil Cenários e Personagens, Galeria e Fotografia da Funarte Rio de Janeiro, Rio de Janeiro
- 1991 – Reflexão dos Anos 80, Museu de Arte Contemporânea do Paraná, Curitiba, Paraná[41]
- 1992 – 5 Fotógrafos & Tiragens Limitadas, Semana de Fotografia Cidade de Curitiba, Casa da Imagem, Curitiba[42]
- 1992 – Brasilien Entdeckung und Selbstentdeckung Zürich[43]
- 1994 – Bienal de Havana, Aachen, Alemanha[44]
- 1997 – La utopía amorosa – Imágines, Centro Cultural Borges, Buenos Aires, Argentina, com curadoria de curadora Marión Helft[45][46]
- 2000 – Aparecidas, Beto Batata, Curitiba, Paraná, Acompanhando o Lançamento do Álbum de Cartões Postais Aparecidas[47]
- 2001 – Uma Coleção: Fotografias do Acervo do Museu de Arte Moderna de São Paulo
  - 2001 – Galeria 68 Elf e Espaço Cultural Exit Art em Colônia, Alemanha, e também no
  - 2001 – Espaço Cultural Kultur Fabrik em Esch Sur Alzette, Luxemburgo
- 2006 – Casas do Brasil, Museu da casa Brasileira, São Paulo, São Paulo, com Ana Mariani, Andrés Otero e Iêda Marques[48]
- 2007 – Los Fotografos Autorretratos V, Fotogalería Omega del Centro de Fotografía Contemporánea(CFC), La Plata, Argentina 2007[49]
- 2010 – Uncertain Brazil, Pingyao International Photographic Festival, China[50][51]
- 2011 Ordem e Progresso: vontade constrututiva na arte brasileira[52]
- 2012 – Um olhar sobre o Brasil, a fotografia na construção da imagem da nação, Instituto Tomie Ohtake, São Paulo, São Paulo
- 2024 – 35 Anos Parque Nacional do Superagui. ICMBIO. Centro Cultural Assembleia Legislativa do Paraná (ALEP). 22 a 26 de abril de 2024. Fotógrafos: Bruno Santos, Daniel Caron, João Urban, Lineu Filho, Lucas Pontes, Paulo Chaves. Orlando Azevedo e Zig Koch.

## Livros
- 1984 	URBAN, João; URBAN FURTADO, Teresa. Bóias-frias: Tagelöhner im Süden Brasiliens. Tradução Ray-Güde Mertin. St. Gllen; Wuppertal, Alemanha: Edition dià, 1984.[53]
- 1988	URBAN, João; FURTADO, Teresa Urban. Bóias-frias: vista parcial. St. Gallen, Suíça. Wuppertal, Alemanha: Edition Diá; Curitiba, Brasil: Fundac̦ão Cultural de Curitiba, 1988.[54]
- 1992	 TRINDADE, Jaelson Bitran; URBAN, João. Tropeiros. São Paulo, SP: Ed. Publicações e Comunicações, 1992.[55]
- 2002	URBAN, João; BARRETTO, Suzana. Aparecidas / fotografias João Urban. Campinas, SP: Tempo d’Imagem, 2002.[56]
- 2004	URBAN, João; URBAN, Teresa. Tu i tam [= aqui e lá]: memória da imigração polonesa no Paraná. Primeiro de Maio, Paraná, Brasil: Mirabilia, 2004.[57]
- 2005	PERSICHETTI, Simonetta; TRIGO, Thales. João Urban. São Paulo: Senac, 2005. (Coleção Senac de fotografia, 8).[58]
- 2007	URBAN, Teresa; URBAN, João. Rios por onde passo. Curitiba: Mater Natura—Instituto de Estudos Ambientais, 2007.[59]
- 2009	URBAN, João. Mar e Mata: A serra, a floresta e a baía: seus homens e suas mulheres. Curitiba, PR: Edições Água Forte, 2009.[60]
- 2016	URBAN, João. Passeio Público. Curitiba, PR: Edições Água Forte, 2016.[61]
- 2019	URBAN, João. Benedito Rosário. Rio de Janeiro, RJ: Confraria do Vento, 2019.[62]
- 2024 Urban, João.  João Urban & Arthur Wishral: Curitiba em dois tempos. Curitiba, PR: Sto Lat, 2024.

## Seções de livros
- 1986 27 fotografias em MAGNANI, José Guilherme Cantor; CODESUL. A Represa e os colonos. Curitiba: Secretaria de Estado da Cultura e do Esporte, Coordenadoria do Patrimônio Cultural, Conselho de Desenvolvimento do Extremo Sul, 1986. (Cadernos do Patrimônio:. Série Estudos, 2).[63]
- 1989 20 fotografias em COORDENADORIA DO PATRIMÔNIO CULTURAL; CODESUL. Tropeirismo: um modo de vida. Curitiba, Paraná: Governo do Estado do Paraná, Secretaria de Estado da Cultura, Coordenadoria do Patrimônio Cultural : Conselho de Desenvolvimento do Extremo Sul, 1989. (Cadernos do Patrimônio:. Série Pesquisa, 1).[64]
- 2000 Ribeiro, Susana & Urban, João. Que festa é essa? Ensaio fotográfico sobre a Festa de São Benedito em Aparecida do Norte. Revista Studium N 2. Inverno 2000.[65]
- 2004 URBAN, João. Texto Final. In: URBAN, JOÃO; URBAN, TERESA. Tu i tam [= aqui e lá]: memória da imigração polonesa no Paraná. Primeiro de Maio, Paraná, Brasil: Mirabilia, 2004. p. ??-??
- 2007 URBAN, João. Wischral: Memória e Magia. In: SUTIL, Marcelo Saldanha; BARACHO, Maria Luiza Gonçalves. O Acervo Arthur Wischral: documentos de um olhar. Curitiba: Fundação Cultural de Curitiba, 2007. pp. 6–9. ISSN 0102-3268.[66]
- 2009 URBAN, João. mar e mata. In: URBAN, JOÃO. Mar e Mata: A serra, a floresta e a baía: seus homens e suas mulheres. sexualidade, gênero e sociedade. Sexualidade em debate. Curitiba, PR: Edições Água Forte, 2009. p. 20–21.[60]

## Ensaios
- 2000 Susana Ribeiro & João Urban. Que festa é essa? Ensaio fotográfico sobre a Festa de São Benedito em Aparecida do Norte. Revista Studium N 2. Inverno 2000. pp 52–57, Disponível em https://www.studium.iar.unicamp.br/dois/index.html[67]
- 2007 Ensaio: João Urban, com Jussara Salazar. Revista Germina: Revista de Literatura e Arte. v. 3. n.2 abril 2007. Disponível em https://www.germinaliteratura.com.br/index_edicaomarabr07.htm e https://www.germinaliteratura.com.br/fotografia_joaourban07_capa.htm[68]
- 2012 João Urban. In: Helena v1 n1 . Outubro de 2012 pp 77–87. Disponível em https://issuu.com/revistahelena/docs/helena1[69]

## Fotos e citações, publicadas em livros e catálogos
- 1983 – 1ª Fotosul 83- presença do imigrante na Região Sul Curitiba[70]
- 1983 – Brésil des brésiliens Centre Georges Pompidou 1983[71]
- 1985 – Encyclopédie Internacionale de Photographes de 1839 à nous jours.[72][73]
- 1985 – Resenha Livro Bóias-Frias Revista European Photography, Vilém Flusser[74][75]
- 1989 – História Geral da Arte no Brasil (Instituto W.M. Sales e Fundação Djalma Guimarães, São Paulo: 1989)[76]
- 1992 – Brasilien Entdeckung und Selbstentdeckung Zürich[77]
- 1993 – Canto a la realidad, Fotografia Latino-Americana (Érika Billeter, Madrid: 1993); Lunwerg Editores[78][79]
- 1996 – Contemporary Brazilian Photography (Maria Luiza Melo Carvalho)-Verso, Londres N.Y 1996[80]
- 2000 – Imagens da Fotografia Brasileira (Simonetta Persichetti: Estação Liberdade, São Paulo) [81][82]
- 2000 – 22 de abril de 1500-1999: Cem fotógrafos retratam o cotidiano do país em 24 hora[83][84][85]
- 2000 – O Relógio de Ver – Luiz Carlos Felizardo – Gabinete de Fotografia Porto Alegre[86]
- 1993 – Coleção Pirelli/Masp de Fotografia nº 3[87][88][89]
- 2002 – Visões e Alumbramentos – Fotografia Contemporânea Brasileira na Coleção de Joaquim Paiva (Joaquim Paiva -Brasil Connects São Paulo 2002[90]
- 2003 – Fotografia Brasileira Contemporânea – Revista Extra Câmara, Ângela Magalhães e Nadja Peregrino, Caracas. 2003??
- 2004 – Fotografia no Brasil um olhar das origens ao contemporâneo (Ângela Magalhães e Nadja Peregrino, Rio de Janeiro, Funarte, 2004).[91]
- 2006 – Casas do Brasil 2006 – Museu da Casa Brasileira, São Paulo 2006[92]
- 2012 – Um olhar sobre o Brasil, a fotografia na construção da imagem da nação – Instituto Tomie Ohtake SP 2012
- 2024 – Sagrado: Fotografias de João Urban – Jornal de Fotografia[93][94][95]

## Entrevistas , Reportagens
- 2000 Entrevista. em PERSICHETTI, Simonetta. Imagens da fotografia brasileira 1. Sa̋o Paulo, SP: Estaça̋o Liberdade : Editora SENAC, 2000.[96]
- 2004 Pinto, Danielle. Revista Fotos & Imagens: Itajaí, SC. #43 outubro/novembro de 2004[97]
- 2005 com Luiz Carlos Felizardo, Revista Gráfica, No Ano 23 nº 56 nov./dez. 2005
- 2007 com Leopoldo Plentz, Revista Gráfica, No nº 59 2007
- 2014. Joao Urban - Entrevista. In: pequenoencontrodafotografia.[98]
- 2015 Aleksandra Pluta  João Urban #fotografia.[99]
- 2017 DE OLIVEIRA FILHA, Elza Aparecida. As imagens e palavras de João Urban. Cadernos da Escola de Comunicação, Unibrasil. v. 1, n. 3, p. 12–32, 6 fev. 2017. (fotografia de Humberto Michaltchuk)[100]
- 2019 MERKLE, Luiz Ernesto ; SANTOS, Marinês Ribeiro ; URBAN, João . João Urban: a fotografia como prática de resistência. TOM Caderno de Ensaios UFPR, v. 5, p. 138-189, 2019.[101]
- 2020 Bittencourt, Sandra . João Urban fala sobre a exposição A Paisagem e o Sagrado.[102]
- 2023 Urban, João & Faria, Lina. Entrevista: Via e-mail para João Urban. In: Jornal de Fotografia, número 15, dezembro. Fotografias de Lina Faria.

## Videos, Documentários
- 2011 João Urban. Omicron Fine Art Photography - João Urban[103]
- 2022 João Urban. Olhar Imagem.(2h21min41s)[104]
- 2023 João Urban: O Fotógrafo. Exposição Entre o Som do Mar e da Mata celebra os mais de 60 anos de carreira de João Urban. Curitiba: Vale da Música.[105]
- 2024 Bloomfield, Tania; Santos, Luis Carlos. Entrevista com o fotógrafo e Ativista Político João Urban para a exposição Terra Incógnita: 60 anos.[106]

## Editoria
- Grafia o Jornal da Foto

## Organização de Eventos
- Participou e colaborou na organização das cinco primeiras Mostras de Fotojornalismo da Arfoc do Paraná
- Semana de Fotografia da Cidade de Curitiba[107]

## Fotografias e Informações
- João Urban Fotografias[108]
- João Urban. In: Sibila. Revista de poesia e crítica literária.[109]
- Hamilton Zambiancki (2011) Perfil: Os olhos de vidro de João Urban. Marco Zero. Jornal-Laboratório do Curso de Jornalismo da Facintar. Ano III Número 16. p 3. Curitiba, novembro de 2011.[110]
- Rebinski Junior, Luiz (2011) Escrevendo com Imagens. Cândido: Jornal da Biblioteca Pública do Paraná n. 2. Setembro 2011. p. 28-29.[111]
- João Urban, Fotógrafo. In: Modos de Olhar:[carece de fontes?]
- João Urban In:os dias todos iguais, esses assassinos ...[112]
- João Urban. Enciclopédia Itaú Cultural[113]
- João Urban e a memória melancólica. In: Olho de vidro[carece de fontes?]
- Martins, Iane (2019) João Urban: O contador de histórias. Revista Idéias. 17 de abril de 2019.[114]
- João Urban. In: Gaviela as a bird. Iconoteca Fotógrafos Brasileiros https://gaviela.wordpress.com/tag/joao-urban/[115]
- João Urban - 40 anos de carreira . In: Solda: Cartunista cáustico.[116]
- Bastos, Márcio. ( 2020) João Urban apresenta fotografias sobre o sagrado na Arte Plural: Fotógrafo paranaense registrou cerimônias de candomblé, além de cenas das cidades pernambucanas.[117][118]

## Textos acadêmicos
- Abade, De Vivian Leila Bosquila. Olhar Fotográfico de João Urban: Imigrantes e Descendentes de Imigrantes Poloneses, na Década de 1980 no Paraná. Faculdade de Artes do Paraná - Curitiba.[119]
- BARBALHO, Marcelo. A FOTOGRAFIA COMO INSTRUMENTO DE LUTA: ativismo no cenário urbano de Fortaleza. In: COMPOLÍTICA8: Política e Comunicação Pós-Eleições no Brasil, GT5 - Comunicação e sociedade civil · Ana Carolina Vimieiro (UFMG) e Leandro Lage (UNAMA) a 17 de mio de 2019, Brasília—FAC - UNB. Anais... Brasília—FAC - UNB: [s.n.], a 17 de mio de 2019. http://ctpol.unb.br/compolitica2019/GT5/gt5_Barbalho.pdf
- Camera, Patrícia (2011) BREVE PANORAMA SOBRE A DIFUSÃO DA FOTOGRAFIA NA CIDADE DE CURITIBA (1938 – 2004). Anais do VII Fórum de Pesquisa Científica em Arte. Curitiba, Embap, 2011 . p 63-75. http://www.embap.pr.gov.br/arquivos/File/Forum/anaisvii/063.pdf
- Lima, Osvaldo Luciano dos Santos Lima. TU I TAM, Um fotógrafo em dois tempos. Mestrado em Comunicação e Linguagem da Universidade Tuiuti do Paraná. Dissertação.
- LUZ, Patricia Camera Varella da. (2006) A trajetória da fotografia no Salão Paranaense: uma visão a partir da construção social da tecnologia fotográfica. Dissertação (Mestrado em Tecnologia). Universidade Tecnológica Federal do Paraná. Curitiba, 2006.
- Patrícia Camera. 2011. BREVE PANORAMA DA FOTOGRAFIA NO SALÃO PARANAENSE.. III Encontro Nacional de Estudos da Imagem 03 a 06 de maio de 2011 - Londrina – PR. http://www.uel.br/eventos/eneimagem/anais2011/trabalhos/pdf/Patricia%20Camera.pdf
- Bárbara Pombo 2008 A democratização da Memória. 19 de agosto de 2008. Ano IX n419. Lona: Jornal Laboratório do Curso de Jornalismo da Universidade Positivo. pp 4–5 Disponível em https://issuu.com/lonaup/docs/19.08.08_-_419[120]

## Sítios Eletrônicos Descontinuados
- Colaborou na edição da revista eletrônica LaGioconda [LaGioconda http://lagioconda.art.br], [LaGioconda no Waybak Intenet Machine entre 2007 e 2014 em https://web.archive.org/web/20180722140408/http://www.lagioconda.art.br/]
- Coleção publicada no sitio eletrônico de Lucia Guanaes [Lucia Guanaes http://lucianaguanaes.com]
- Joao Urban